# Conothele cambridgei
Conothele cambridgei là một loài nhện trong họ Ctenizidae.
Loài này thuộc chi Conothele. Conothele cambridgei được miêu tả năm 1890 bởi Tord Tamerlan Teodor Thorell.